# Варан (Ґодзілла)
Варан (яп. バラン, Баран) — вигаданий монстр, або кайдзю, який вперше з’явився у фільмі «Великий монстр Варан» 1958 року режисера Ісіро Хонди. Варан це гігантська доісторична рептилія, здатна планерувати в повітрі. Пізніше Варан з'явився у фільмі «Знищити всіх монстрів» 1968 року.

## Історія персонажа
У фільмі «Великий монстр Варан», Варан — це кайдзю, який жив в озері в долині Кунісіросіма, та був відомий тубільцям як Барадагі. Він вбиває двох науковців, а пізніше повністю знищує сусіднє село. Монстр атакуває Токіо, поки військові не змушують його проковтнути бомби. Бомби вибухають у шлунку Варана, після чого він відступає.
Пізніше Варан з’являється у фільмі «Знищити всіх монстрів». У фільмі Варан разом з Ґодзіллою, Мотрою, Ангірусом, Мініллою, Горозавром, Мандою, Барагоном та Кумонгою спокійно жили на острові Монстрів, поки їх не взяли під контроль прибульці. У фільмі Варана видно, коли він прилітає, щоб разом з іншими монстрами битися з Кінг Гідорою. Також Варана можна помітити на моніторах на початку фільму, під час кульмінаційного бою і в кінці фільму. В кінці фільму Варана не зображувала людина у костюмі, це був лише підвішений костюм. Ім'я Варана навіть ні разу не прозвучало у фільмі.
Варан з'явився у фільмі «Ґодзілла: Фінальні війни», під час розповіді на початку, але лише в кадрі з оригінального фільму. У фільмі було сказано, що Варан був одним із багатьох монстрів, які нападали на людство, разом із Гезорою, Барагоном, Гайрою, Титанозавром та Мегагірусом.

## Опис та здібності
Ейдзі Тсубурая та Акіра Ватанабе створили дизайн Варана на основі ящірки дракона та Ґодзілли. Назва «Варан» походить від вислову Varanus pater, що значить «батько ящірок». Однак вона також може бути походити від латинської назви роду ящірок Варан. Варан не має якихось особливих здібностей, таких як полум'я чи атомний промінь. Однак він може планерувати з великою швидкістю, а також має ряд шипів, які забезпечують йому захист.

## Фільмографія
- Великий монстр Варан
- Знищити всіх монстрів
- Ґодзілла: Фінальні війни
- Ґодзібан

В одному з ранніх сценаріїв фільму «Ґодзілла проти Гайгана», Варан разом з Ґодзіллою та Роданом мав захищати Землю від Кінг Гідори, Гайгана та Могу (новий монстр, який мав вперше з'явитися у фільмі). Шусуке Канеко, режисер популярної трилогії «Гамера» епохи Хейсей, спочатку планував додати Варана з Ангірусом у фільм «Ґодзілла, Мотра, Кінг Гідора: Монстри атакують» як монстрів-охоронців, однак вони були замінені набагато популярнішими Мотрою і Кінг Гідорою. Проте дизайнер костюму надав Кінг Гідорі деякі риси обличчя Варана.